# 徳石大橋
徳石大橋（とくせきおおはし）は、新潟県東蒲原郡阿賀町豊実の阿賀野川に架かる国道459号の橋長154.6 m（メートル）のニールセンローゼ橋。

## 概要
新潟県で初めてのニールセンローゼ橋であった。福島県境近くの豊実地内の船渡地区 - 離石地区間の阿賀野川に架橋にされている。豪雪地帯にあるため上弦材・横構に斜度を配した雪覆いを設置した。本橋の完成により県営渡船が廃止になった。
- 形式 - 鋼単径間ニールセンローゼ橋
- 活荷重 - 2等橋 (TL-14)
- 橋長 - 154.596 m
  - 支間割 - 152.992 m
- 幅員
  - 総幅員 - 8.800 m
  - 有効幅員 - 8.000 m
  - 車道 - 6.000 m
  - 歩道 - 両側1.000 m
- アーチ高 - 23.000 m
- 床版 - 鉄筋コンクリート
- 総鋼重 - 739 t
- 下部工 - 直接基礎
- 施工 - 住友重機械工業

## 歴史
豊実地域は天険のため交通の不便をきたしており道路事情が劣悪なため住民は主に磐越西線を利用していた。特に菱潟地区は陸路が存在せず町営の渡船に頼らざるを得なかった。このため一般県道日出谷停車場宝坂線の鹿瀬町豊実地内の島新田 - 離石間の道路改良に伴って、阿賀野川上流側から順に豊実1号橋（徳石大橋）、豊実2号橋（船渡大橋）、豊実3号橋（菱潟大橋）の3橋を阿賀野川に架橋する計画がなされ、菱潟大橋は1979年（昭和54年）に竣工した。船渡大橋の竣工をもって、事業が完成し全区間に渡り自動車交通が可能になり観光支援にもなった。
本橋は1993年（平成5年）4月1日に国道459号に指定された。